# Dorcadion reitteri
Dorcadion reitteri là một loài bọ cánh cứng trong họ Cerambycidae.